# 昌福寺 (上尾市)
昌福寺（しょうふくじ）は、埼玉県上尾市にある曹洞宗の寺院。

## 歴史
1513年（永正10年）、喜翁祖瑞によって開山された。ただ開基で当地の領主の友光三郎は1510年（永正7年）の没であり、開山年とズレが生じている。墓地には友光家歴代の墓がある。
武蔵国入間郡渋井村（現・埼玉県川越市）の蓮光寺の末寺である。ただ寺領は蓮光寺の7石よりも多い10石である。このように本寺よりも寺勢が活発であり、現在の桶川市の大雲寺やさいたま市西区の興徳寺を創建したりしている。

## 交通アクセス
- 上尾駅より徒歩22分。